# Shëngjin
Shëngjin (signifie Saint-Jean en albanais, officiellement appelé autrefois San Giovanni in Medua) est une ville côtière du nord-ouest de l'Albanie, dans le district de Lezhë.
À l'époque du communisme, cette plage était la propriété de l'armée (comme la plupart des plages du pays), il y a toujours ce souvenir à cause des conifères et des bunkers (maintenant quasi-ensevelis) qui y sont demeurés.

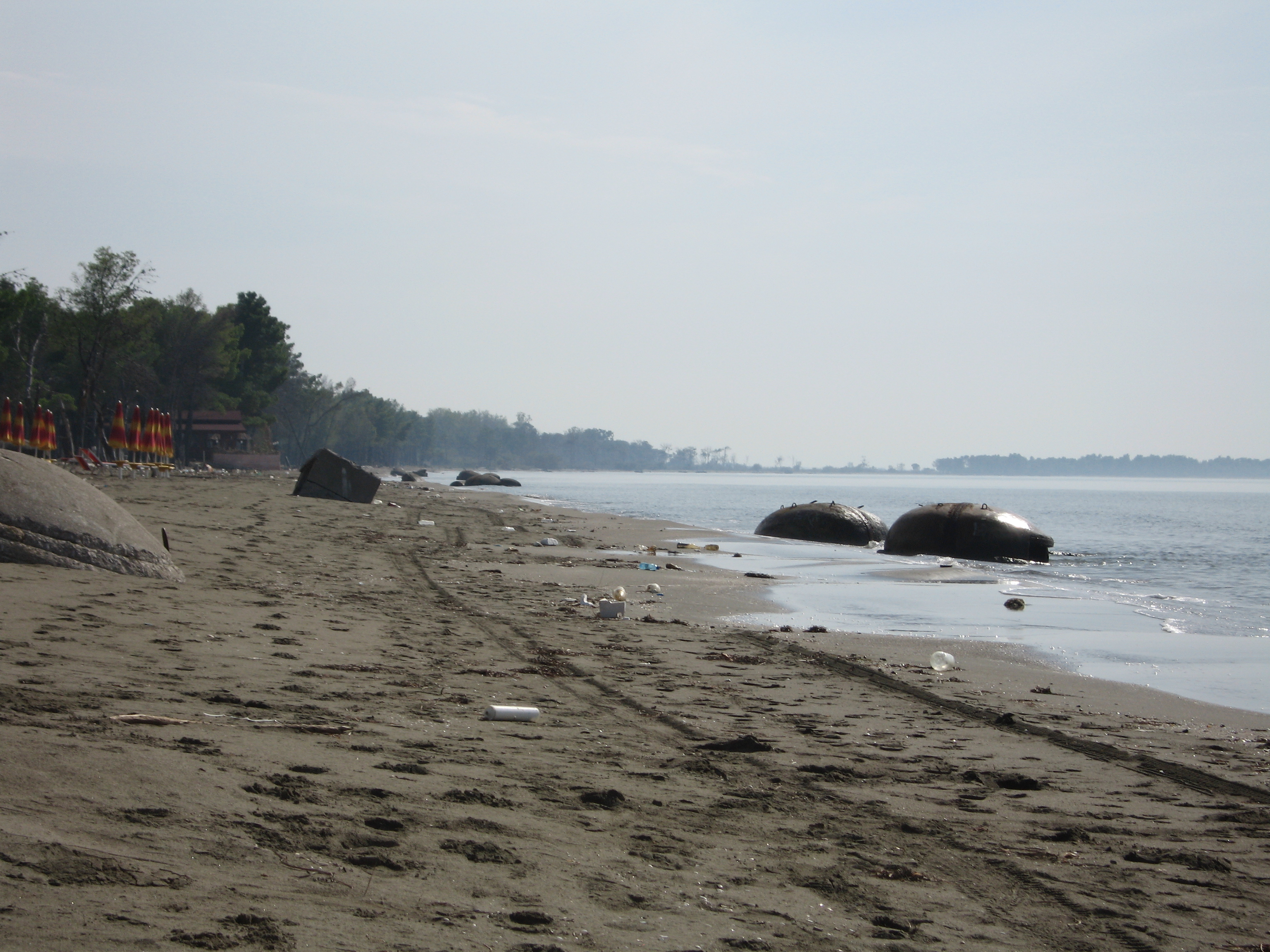
Blockhaus, encore en état, sur le rivage